# Amblycorypha uhleri
Amblycorypha uhleri är en insektsart som beskrevs av Carl Stål 1876. Amblycorypha uhleri ingår i släktet Amblycorypha och familjen vårtbitare. Inga underarter finns listade i Catalogue of Life.